# Suite per a orquestra de corda (Nielsen)
La Suite per a orquestra de corda de Carl Nielsen va ser una de les primeres obres del compositor i es va interpretar per primera vegada al Tivoli Hall el 8 de setembre de 1888.

## Història
Nielsen va compondre la Suite per a orquestra de corda quan només tenia 22 anys i encara estava estudiant composició amb Orla Rosenhoff, la seva antiga professora al Conservatori. Es va interpretar per primera vegada el 8 de setembre de 1888 a la Sala Tivoli de Copenhaguen, amb l'orquestra de la Sala dirigida per Balduin Dahl, reconegut partidari del talent jove. Va ser un gran èxit. Nielsen, que tocava a l'orquestra, va ser cridat diverses vegades i el moviment mitjà es va tocar com a bis. Les crítiques de la premsa van ser variades, però la d'Avisen va ser molt positiva: "El jove, òbviament, té moltes coses en la seva ment musical que vol dir, i el que ens va explicar dissabte es va presentar d'una forma bonica, concisa, modestament i atractiva, amb una excel·lent escriptura i una atractiva plenitud de so que revela un ull excel·lent per al material de corda". L'obra va marcar una fita important en la carrera de Nielsen, ja que no només va ser el seu primer èxit real sinó que també va ser la primera de les seves peces que va dirigir ell mateix quan es va tocar a Odense un mes després.
En una entrevista a Pressens Magasin de l'any 1918, Nielsen va dir que els moviments tenien subtítols: "Les Danaides", "La dansa de les Càrites" i "La processó de Bacchus".
La Suite per a orquestra de corda va ser publicada per Wilhelm Hansen el 1890 amb alteracions de Nielsen, especialment en el tercer moviment.

## Música
El primer moviment elegíac de la suite, força breu, recorda el romanticisme escandinau expressat per Grieg i Svendsen. L'Intermezzo, un vals, dona un toc de l'amor del compositor pel temps triple, i presenta de tant en tant les setenes notes de gràcia en bemoll que més tard es convertirien en tan característiques de la música de Nielsen. El Finale, relativament expansiu, s'obre solemnement amb el tema de l'elegia, però aviat es desprèn en una forma de sonata animada en la qual Nielsen reintrodueix el tema inicial.

## Representacions
A partir de la informació de la Carl Nielsen Society, la Suite per a cordes és actualment una de les obres més interpretades de Nielsen, tant a Escandinàvia com a la resta del món.